# قلة الكريات البيض
نقص الكريات البيضاء (بالإنجليزية: Leukopenia)‏ هو نقص عدد كريات الدم البيضاء الموجودة في الدم مما يزيد خطر تعرض الشخص للعدوى.

إحدى الأنواع الفرعية لنقص خلايا الدم البيضاء هو نقص العدلات (Neutropenia) ويشير إلى نقص عدد العدلات الدائرة في مجرى الدم والعدلات أكثر أنواع خلايا الدم البيضاء شيوعًا، كلا المصطلحين نقص الكريات البيضاء ونقص العدلات يمكن استخدامهم احيانا بشكل متبادل ذلك ان عدد العدلات هو المؤشر الأكثر اهمية على وجود خطر انتقال عدوى معينة.

## اسباب نقص الكريات البيضاء

### الظروف الطبية المسببة لنقص الكريات البيضاء
نقص عدد الكريات البيضاء قد يكون بسبب عدوى قريبة الامد مثل الرشح أو «الإنفلونزا»، ومن الممكن أيضا ان يرافق عددا من الظروف مثل العلاج الكيميائي، أو العلاج بالاشعة أو ما يسمى بتليف نخاع العظم "Myelofibrosis" وفقر الدم اللاتنسجي (فشل إنتاج الخلايا البيضاء والحمراء والصفائح الدموية)، كما ويعد مرض الايدز (متلازمة نقص المناعة المكتسبة) سببا مهما في نقص الكريات البيضاء.

ومن الأسباب الأخرى التي قد تؤدي لنقص الكريات البيضاء مرض الذئبة حمامية مجموعية، لمفومة هودجكين وبعض أنواع السرطان، بالإضافة إلى الحمى تيفية والملاريا والسل وحمى الضنك حمى الضنك وحمى جبال روكي وتضخم الطحال ونقص حمض الفوليك المفيد في عملية تصنيع المادة الوراثية، وإنتان الدم بالإضافة إلى كل ذلك، نقص بعض المعادن كالنحاس والزنك في الجسم يؤدي لنقص الكريات البيضاء أيضا.

في بداية عدوى ما قد ينشأ ما يسمى بنقص الكريات البيضاء الكاذب وذلك نتيجة انزواء أو تهميش الكريات البيضاء وبالاخص العدلات على اطراف الاوعية الدموية حتى تستطيع مسح موقع الهجوم، وهذا يعني ان زيادة عدد الكريات البيضاء يرافقها نقص تعداد هذه الخلايا من الدم وهذا بسبب ان عينة الدم التي تفحص مصدرها لب الوعاء الدموي وليس اطرافه أو هوامشه.

### ادوية تسبب نقص الكريات البيضاء
بعض الادوية لها تأثير مهم على تعداد ووظيفة خلايا الدم البيضاء.
من الادوية التي تسبب نقص الكريات البيضاء clozapine والذي يستخدم في علاج الذهان والذي من عوارضه الجانبية النادرة فقدان خلايا الدم البيضاء المحببة، من الادوية الأخرى التي تؤدي إلى نقص كريات الدم البيضاء مع العلاج الطويل: المضادات للاكتئاب وعلاجات إدمان التدخين مثل (bupropion HCl (Wellbutrin
Minocycline المضاد الحيوي هو دواء اخر يؤدي لهذه المشكلة الصحية، هنالك تقارير أيضا تفيد ان ادوية مثل valproic acid (Depakote) والتي تستخدم في علاج الصرع وبعض الأمراض العقلية والصداع النصفي قد تؤدي لنقص في كريات الدم البيضاء.
ادوية أخرى لعلاج الصرع مثل لاموتريجين رافقت نقص الكريات البيضاء في كثير من الحالات.
مثبطات المناعة مثل sirolimus, mycophenolate mofetil, tacrolimus, and cyclosporine، وعلاجات التصلب اللويحي مثل Rebif, Avonex, and Betaseron من الممكن ان تسبب نقص الكريات البيضاء.

ومن الادوية التي من الممكن ان تقلل عدد خلايا الدم البيضاء هي الادوية الكيميائية المستخدمة في علاج السرطان، ادوية كهذه تستهدف الخلايا سريعة النمو مثل الخلايا السرطانية المسببة للورم لكن من الممكن ان تستهدف الخلايا البيضاء كذلك والتي تصنع في نخاع العظم وتتميز بسرعة نموها أيضا، وكما هو معروف فانه من العوارض الجانبية الشائعة لاستخدام العلاج الكيميائي نقص العدلات والذي هو أشهر أنواع نقص الكريات البيضاء.

التسمم بالزرنيخ قد يؤدي لنقص الكريات البضاء أيضا.

## التشخيص
يشخص نقص الكريات البيضاء من خلال تقنية تعرف بـ عد دموي شامل

## اقرأ أيضاً
- الكريات البيض